# Cheilosia aurotecta
Cheilosia aurotecta är en tvåvingeart som beskrevs av Giglio-tos 1892. Cheilosia aurotecta ingår i släktet örtblomflugor, och familjen blomflugor. Inga underarter finns listade i Catalogue of Life.